# Mattawan
Mattawan – wieś w Stanach Zjednoczonych, w stanie Michigan, w hrabstwie Van Buren.